# (182926) 2002 FU6
(182926) 2002 FU6, também escrito como (182926) 2002 FU6, é um objeto transnetuniano (TNO) que está localizado no cinturão de Kuiper, uma região do Sistema Solar. Este objeto é classificado como um cubewano. O mesmo possui uma magnitude absoluta (H) de 7,3 e, tem um diâmetro com cerca de 153 km, por isso existem poucas chances que possa ser classificado como um planeta anão, devido ao seu tamanho relativamente pequeno.

## Descoberta
(182926) 2002 FU6 foi descoberto no dia 20 de março de 2002 por Brett James Gladman, John J. Kavelaars e A. Doressoundiram.

## Órbita
A órbita de (182926) 2002 FU6 tem uma excentricidade de 0.147, possui um semieixo maior de 45,605 UA e um período orbital de cerca de 308 anos. O seu periélio leva o mesmo a uma distância de 39,029 UA em relação ao Sol e seu afélio a 52,182 UA.